# BA-I
BA-I (ros. БА-И) – radziecki średni samochód pancerny skonstruowany w latach 30. XX wieku.
W 1930 roku z ZSRR rozpoczęto licencyjną produkcję samochodów ciężarowych Ford-Timken. Ich główną odbiorcą była Armia Czerwona, która zamierzała także wprowadzić na uzbrojenie średnie samochody pancerne wykorzystujące podwozia tych ciężarówek.
W 1932 roku w Zakładach Iżorskich powstał prototyp pojazdu oznaczonego jako Bronieawtomobil' Iżorskij (Бронеавтомобиль Ижорский). Miał on konwencjonalną budowę i był wyposażony w wieże przejętą z BA-27. Prototyp ukończono 15 marca 1932 roku, ale szybko zaczęto wprowadzać zmiany w konstrukcji pojazdu. Największą było obniżenie dachu tylnej części kadłuba co sprawiło, że pojazd stał się niższy. 
Pojazd wykorzystywał podwozie ciężarówki na którym zamocowane było pancerne nadwozie wykonane ze stalowych płyt o grubości 3-8 mm. Płyty były łączone poprzez spawanie. W przedniej części nadwozia znajdował się silnik, za nim stanowiska strzelca kadłubowego czkm DT i kierowcy. Za ich stanowiskami kadłub obniżał się. Na obniżonej części kadłuba zamocowana była wieża pancerna mieszcząca stanowisko trzeciego członka załogi. W wieży zamocowana była armata Hotchkiss kalibru 37 mm i w oddzielnym jarzmie czkm DT. Załoga zajmowała miejsca w pojeździe przez boczne drzwi kadłuba. Po bokach kadłuba zamocowane były koła zapasowe na piastach dzięki czemu  obracając się ułatwiały pokonywanie przeszkód. Na koła tylnych dwóch osi można było założyć gąsienice Overoll.
Prototyp był testowany przez półtora roku i w 1933 roku pojazd został przyjęty na uzbrojenie RKKA jako standardowy średni samochód pancerny. Produkcję seryjną pojazdu uruchomiono w Fabryce Iżorskiej w 1933 roku. Według planów miało w tym roku powstać 311 pojazdów, ale ostatecznie powstało ich tylko 82. Nie wiadomo czy produkcję kontynuowano w 1934 roku ponieważ był już wówczas skonstruowany doskonalszy BA-3. Poza wersją seryjną powstała także prototypowa wersja z nowym, samonośnym kadłubem z blach pancernych 10 mm i silnikiem AMO-3 wo większej mocy oraz prototyp samochodu pancernego-drezyny BA-IŻD. W 1937 roku kadłub jednego z pojazdów zamocowano na podwoziu samochodu GAZ-AAA, ale z podobnej modernizacji pozostałych wozów zrezygnowano.
Rozkazem GABTU z 27 czerwca 1940 roku BA-I został uznany za konstrukcję przestarzałą, podlegającą wycofaniu z uzbrojenia. Pomimo tej decyzji 1 grudnia 1940 roku na uzbrojeniu armii Czerwonej pozostawało 77 wozów tego typu.